# Diamond Harbour
Diamond Harbour là một thành phố và khu đô thị của quận South Twentyfour Parganas thuộc bang Tây Bengal, Ấn Độ.

## Nhân khẩu
Theo điều tra dân số năm 2001 của Ấn Độ, Diamond Harbour có dân số 37.238 người. Phái nam chiếm 51% tổng số dân và phái nữ chiếm 49%. Diamond Harbour có tỷ lệ 72% biết đọc biết viết, cao hơn tỷ lệ trung bình toàn quốc là 59,5%: tỷ lệ cho phái nam là 77%, và tỷ lệ cho phái nữ là 67%. Tại Diamond Harbour, 10% dân số nhỏ hơn 6 tuổi.